# Robert Brun (football)
Pour les articles homonymes, voir Robert Brun et Brun.
Robert Brun est un footballeur français né le 29 juin 1934 à Carnoules et mort le 16 juillet 1997 à Bouyon. Il évoluait au poste d'attaquant.

## Biographie
Robert Brun est joueur de l'OGC Nice de 1954 à 1956. Lors de la saison 1954-1955, il inscrit un but en quatre matchs en première division.
Avec le club niçois, il est sacré champion lors de la saison 1955-1956, : il dispute une unique rencontre.
Il joue également les deux matchs du club lors de la Coupe latine de football 1956 mais l'OGC Nice finit quatrième.
En 1956, Brun rejoint l'AS aixoise qui évolue alors en deuxième division. Il joue au total avec le club aixois 51 matchs pour 4 buts marqués durant son passage de 1956 à 1959,.

## Palmarès
OGC Nice
- Championnat de France : 
  - Champion : 1955-1956.